# Heliconius pyrforus
Heliconius pyrforus är en fjärilsart som beskrevs av William James Kaye 1907. Heliconius pyrforus ingår i släktet Heliconius och familjen praktfjärilar. Inga underarter finns listade i Catalogue of Life.